# Schloss Le Hamel

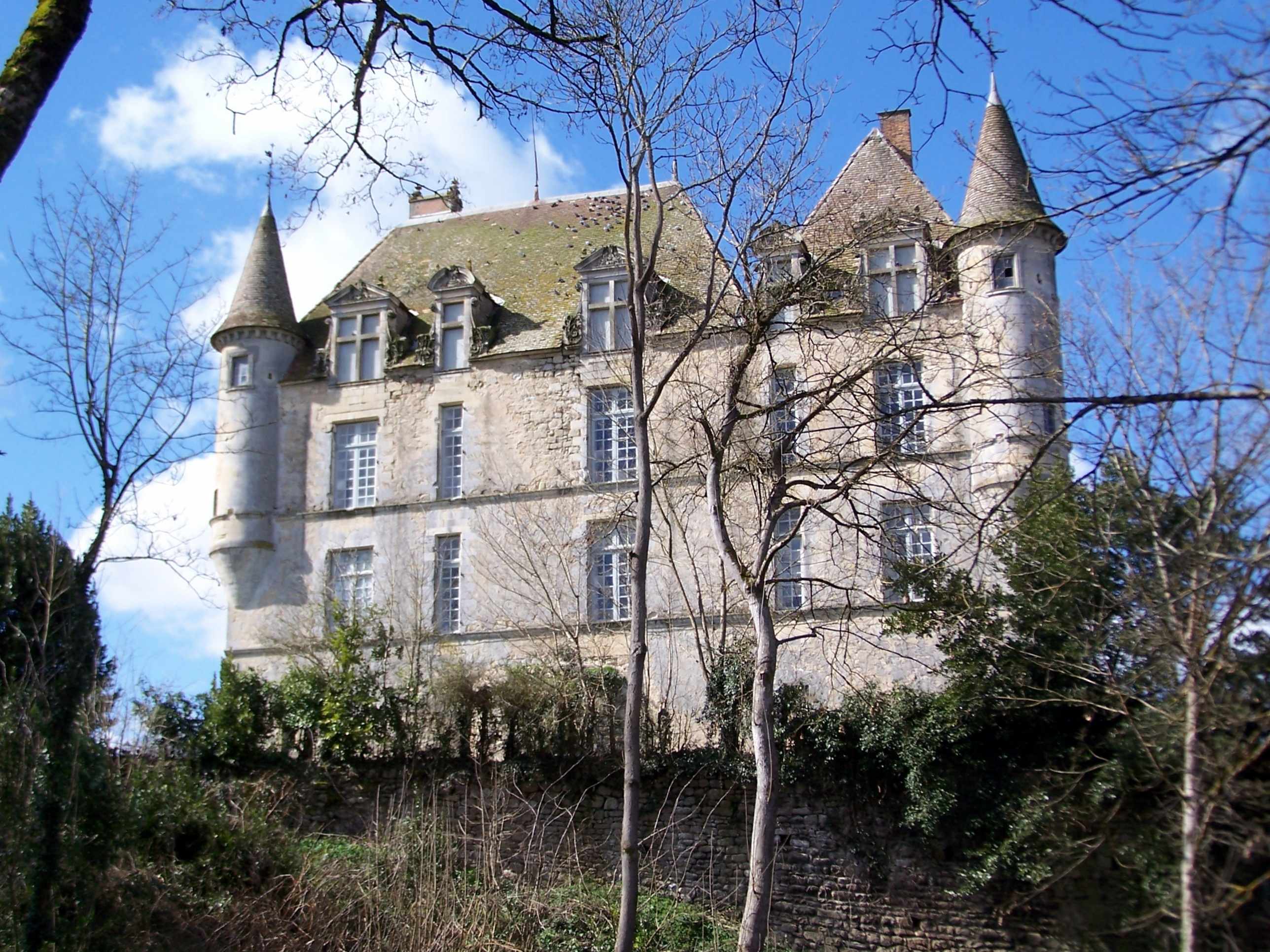
Schloss Le Hamel, Ansicht von Westen

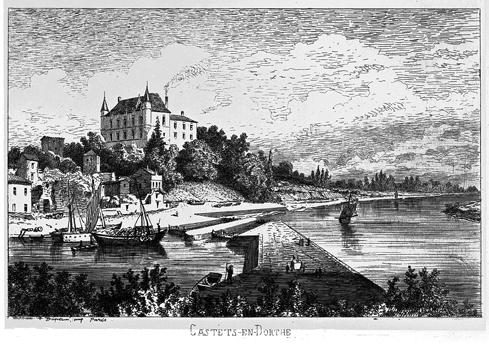
Das Schloss auf einer Zeichnung von Léo Drouyn, 1863

Das Schloss Le Hamel ist ein Schloss in Castets-en-Dorthe, einem Ortsteil der französischen Gemeinde Castets et Castillon im Département Gironde der Region Nouvelle-Aquitaine. Es wurde ursprünglich 1313/14 erbaut und Ende des 17. Jahrhunderts neu errichtet. Das Schloss ist namensgebend für die Gemeinde Castets (lateilisch: Castum) und seit 1963 als Monument historique klassifiziert.

## Geschichte
Die Herren von Castets-en-Dorthe sind seit dem 12. Jahrhundert überliefert. Der englische König Eduard II. erlaubte den Bau des Schlosses, das 1327 von französischen Truppen eingenommen wurde. Im Laufe des Hundertjährigen Krieges wurde es 1442 von den Engländern zurückerobert.
1572 wurde Jean de Fabas, Herr von Arès und Castet, Besitzer des Schlosses. Als Protestant beteiligte er sich an den Hugenottenkriegen und ließ das Schloss befestigen. Die Anlage wurde in den Auseinandersetzungen belagert und zerstört.
Ab 1697 erfolgte der Wiederaufbau durch den neuen Besitzer Charles du Hamel unter Einbeziehung des östlichen Donjons des alten Schlosses. Das neue, nach Nordwesten offene Gebäude in Form des Buchstabens „U“ wird von den ehemaligen Pferdeställen an der Nord- und Westseite geschlossen. Das Gebäudeensemble umschließt damit einen wesentlich größeren Innenbereich, als dieser durch die beiden Seitenflügel des Schlosses gebildet würden.